# Litteraturåret 1957

## Händelser
- 4 september – Gilbert Millsteins recension av den nyutkomna På väg i New York Times gör Jack Kerouac berömd i ett enda slag.
- okänt datum – Eyvind Johnson och Olle Hedberg blir ledamöter av Svenska Akademien.

## Priser och utmärkelser
- Nobelpriset – Albert Camus, Frankrike[1]
- ABF:s litteratur- & konststipendium – Walter Dickson
- Aftonbladets litteraturpris – Per-Erik Rundquist
- Bellmanpriset – Olof Lagercrantz
- BMF-plaketten – Walter Ljungquist för Paula
- De Nios Stora Pris – Karl Vennberg
- Doblougska priset – Hans Ruin, Sverige och Tarjei Vesaas, Norge
- Eckersteinska litteraturpriset – Mira Teeman
- Gustaf Frödings stipendium – Fritiof Nilsson Piraten
- Landsbygdens författarstipendium – Anna Lorentz, Emil Hagström och Per Nilsson-Tannér
- Letterstedtska priset för översättningar – Henrik Sundin för översättningen av Johannes Schefferus Lappland
- Litteraturfrämjandets stora pris – Gunnar Ekelöf
- Nils Holgersson-plaketten – Edith Unnerstad
- Stig Carlson-priset – Stig Sjödin
- Svenska Akademiens översättarpris – Thomas Warburton
- Svenska Dagbladets litteraturpris – Birgitta Trotzig och Erland Josephson
- Tidningen Vi:s litteraturpris – Birgit Tengroth, Harriet Hjorth och Birger Vikström
- Östersunds-Postens litteraturpris – Björn-Erik Höijer
- Övralidspriset – Fredrik Böök

## Nya böcker

### 0 – 9
- 4.50 från Paddington av Agatha Christie

### A – G
- Aigaion, reseskildring av Willy Kyrklund
- Arvtagarna av Jan Fridegård
- Badrumskranen av Jan Myrdal
- Barnet i enklykan av Sandro Key-Åberg
- Blandade kort av Gunnar Ekelöf
- Den nakna solen av Isaac Asimov
- Den stora glädjen av Birgit Tengroth
- De utsatta av Birgitta Trotzig[2]
- Den överdrivne älskaren av Willy Kyrklund
- Dörren till sommaren av Robert A. Heinlein
- En borg av trygghet av Per Anders Fogelström
- Från slott till slott av Louis-Ferdinand Céline
- Fåglarna av Tarjei Vesaas
- Författaren av Ivar Lo-Johansson
- Gläserne Bienen av Ernst Jünger

### H – N
- Homo faber av Max Frisch
- I lagens namn av Carl Fredrik Reuterswärd
- In silvis cum libro av Vilhelm Ekelund
- Kamrat Mördare av Ian Fleming
- Kerstin av Folke Fridell
- Klockor vid Sidenvägen av Moa Martinson
- Kung Liljekonvalje av dungen av Maria Lang[2]
- Kvarteret Venus av Erik Asklund
- Molnen över Metapontion av Eyvind Johnson
- Natt i marknadstältet av Lars Ahlin[2]

### O – U
- Och världen skälvde av Ayn Rand
- På väg av Jack Kerouac
- Rasmus, Pontus och Toker av Astrid Lindgren[3]
- Trollvinter av Tove Jansson

### V – Ö
- Villervalle i Söderhavet av Bengt Danielsson
- Vulkanisk kontinent av Artur Lundkvist
- Vägvila av Lars Gustafsson

## Födda
- 4 februari – Marc Lambron, fransk författare och ämbetsman
- 14 mars – Tad Williams, amerikansk science fiction- och fantasyförfattare.
- 17 mars – Mari Maurstad, norsk skådespelare och författare.
- 4 april – Peter Englund, historiker, författare, ledamot av Svenska Akademien.
- 17 april – Nick Hornby, brittisk författare.
- 3 juni – Mats Berggren, svensk författare.
- 24 augusti – Stephen Fry, brittisk författare och skådespelare.
- 22 september – Nick Cave, australisk musiker, låtskrivare, poet, författare och skådespelare.
- 26 september – Eva-Marie Liffner, svensk författare.
- 26 oktober – Manuel Rivas, spansk författare.
- 9 november – Ernesto Guerra, svensk-colombiansk författare och konstnär.
- 13 november – Stephen Baxter, brittisk science fiction-författare.
- 25 november – Caterina Davinio, italiensk avantgardistisk diktare, författare, fotograf och videokonstnär.
- 11 december – Kristina Lindström, svensk författare, journalist och filmare.
- 12 december – Susanna Tamaro, italiensk, storsäljande författare.
- 16 december – Per Lindberg, svensk poet.
- 21 december – Ola Larsmo, svensk författare och litteraturkritiker.
- 26 december – Agneta Enckell, finlandssvensk författare.

## Avlidna
- 10 januari – Gabriela Mistral, 67, chilensk pedagog och författare, nobelpristagare 1945.
- 10 februari – Laura Ingalls Wilder, 90, amerikansk författare.
- 26 februari – Roger Vercel, 63, fransk författare
- 8 april – Sten Selander, 65, svensk poet, essäist och botaniker, ledamot av Svenska Akademien 1953–1957.
- 7 maj – Walter Hülphers, 85, svensk författare, journalist och recensent.
- 22 juni – Björn Hodell, 71, svensk teaterchef, manusförfattare och författare.
- 26 juni – Alfred Döblin, 78, tysk författare av romaner, noveller, dramer, essäer.
- 19 juli – Curzio Malaparte, 59, italiensk författare.
- 17 december – Dorothy L. Sayers, 64, brittisk författare och översättare.

### Fotnoter
1. ↑  ”Nobelpriset i litteratur”. https://www.nobelprize.org/prizes/lists/all-nobel-prizes-in-literature/. Läst 20 mars 2011.
2. 1 2 3  Gradvall, Nordström, Nordström, Rabe, Jan, Björn, Ulf, Anina. Tusen svenska klassiker. Norstedts Förlagsgrup. Läst 12
3. ↑  ”Astrid Lindgren”. http://www.astridlindgren.se/verken/bocker/textbocker. Läst 21 mars 2011.